# Лукьянова, Елизавета Александровна
Елизавета Александровна Лукьянова (род. 18 марта 1999, Омск) — российская волейболистка, диагональная нападающая.

## Биография
Родилась 18 марта 1999 года в Омске в спортивной семье. Там же в 13 лет начала заниматься волейболом.
Дебютировала в Суперлиге в декабре 2015 года в составе «Омички». В 2016 году переехала в США, где училась и играла за Университет Майами. В 2021 году вернулась в Россию и стала игроком команды «Заречье-Одинцово».
В апреле 2022 года перешла в «Динамо-Ак Барс», в составе которого в 2024 году стала чемпионкой России, обладателем Суперкубка и Кубка России, а в 2025 — серебряным призёром чемпионата и Кубка России. В 2025 заключила контракт с ВК «Динамо» (Москва).